# Vauxhall Cavalier
Vauxhall Cavalier — автомобиль D-класса, производившийся британской автомобилестроительной компанией Vauxhall Motors в 1975—1995 годах. Конструктивно был основан на ряде моделей Opel, всего было выпущено три поколения. Первое поколение (Mark I), выпускавшееся в 1975—1981 годах, было основано на моделях Opel Ascona и Opel Manta с минимальным количеством внешних отличий. Второе поколение (Mark II), выпускавшееся в 1981—1988 годах, выходило одновременно с новым поколением Opel Ascona и продавалось в разных комплектациях от General Motors (выходило на его платформе J). Третье поколение (Mark III), выпускавшееся в 1988—1995 годах, было основано на моделях Opel Vectra первого поколения.

## Mark I (1975—1981)

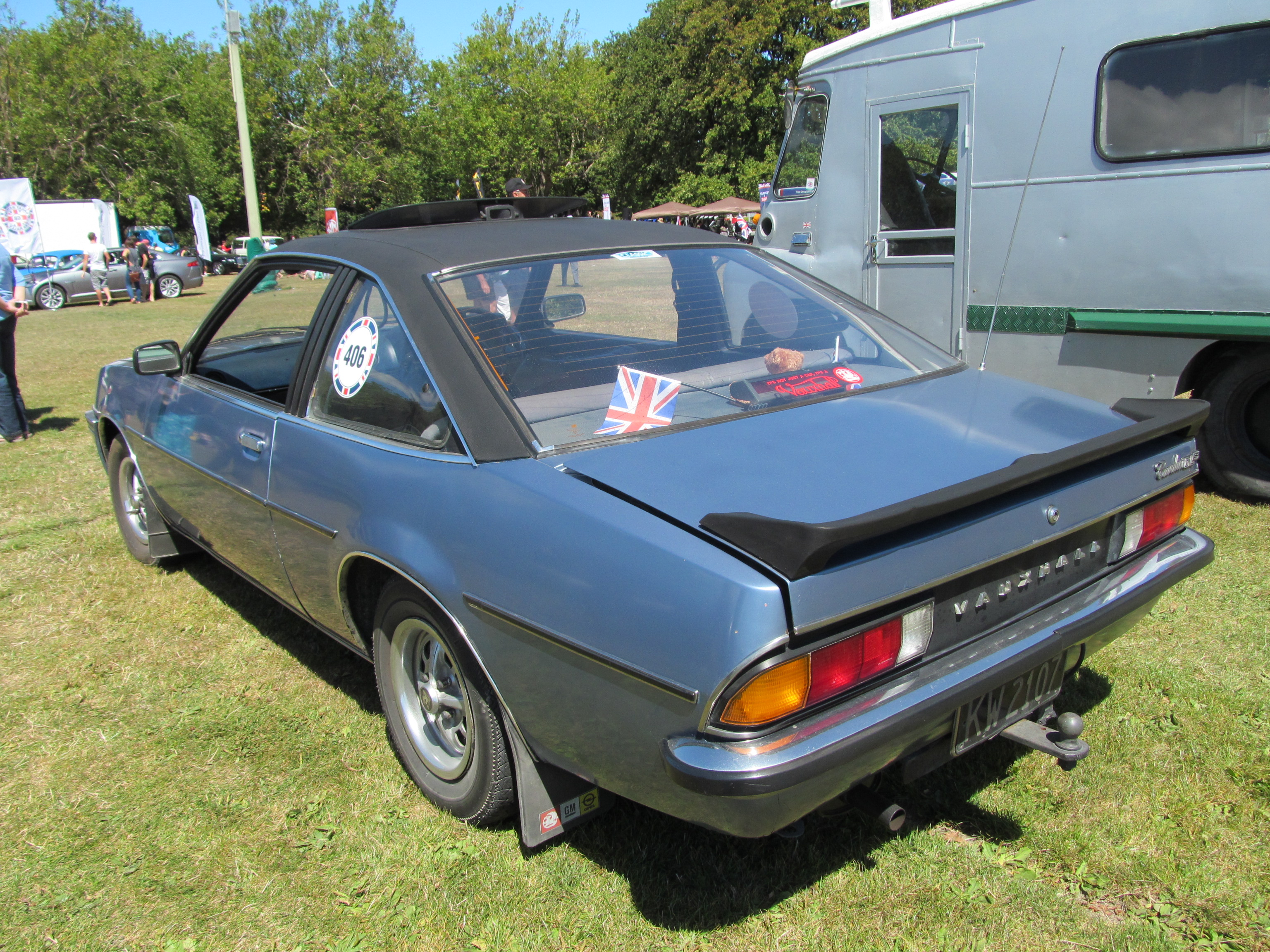
Vauxhall Cavalier GLS Coupe, вид сзади

В ноябре 1975 года с конвейеров сошёл первый экземпляр Vauxhall Cavalier с двигателем объёмом 1896 cc. Этот автомобиль представлял собой версию Opel Ascona B, появившегося три месяца тому назад в ФРГ, но подвергшуюся рестайлингу. Автомобили типа Ascona или Cavalier были построены на платформе, классифицируемой General Motors как U-car, хотя изначально у Cavalier должна была быть своя платформа. Передняя часть автомобиля была заимствована у модели Opel Manta B, но без щелей для прохода воздуха, расположенных между передними фарами, а задняя часть — у Opel Ascona B. Единственным характерным элементом от Vauxhall стал нос автомобиля, разработанный Уэйном Черри и позволивший немного снизить затраты на производство. Новые модели внешне сильно напоминали проект 1973 года OSV (Opel Safety Vehicle), представленный двумя годами ранее в ФРГ.
На стадии разработки находились модели фургона, пикапа и универсала Vauxhall Cavalier. Вариант уличного автомобиля Cavalier Van даже появился в одной из первых серий британского телесериала «Механик», однако ни один из этих вариантов Vauxhall так и не был выпущен. На фоне отказа от проекта универсала Cavalier были разработаны универсалы меньших размеров Chevette и Astra и универсал бо́льших размеров Carlton. Новый Mark I Cavalier, как и Ascona, начал выпускаться на антверпенском заводе Opel: с 1975 по 1981 годы были выпущены 19 972 двухдверных и 196 512 четырёхдверных Vauxhall Cavalier. Из этих машин на 161 540 экземпляре были установлены заводские двигатели 1.6 S (объём 1584 см³, мощность 74 л. с.).
После схода с конвейера первых моделей Cavalier журналом What Car? были проведены испытания новой машины, которую сравнивали с Ford Cortina Mk III и Morris Marina. Cavalier получил более высокие оценки по сравнению с этими автомобилями, хотя меньше чем через год производство Cortina прекратилось вообще, а в январе 1976 года вышла новая модель Chrysler Alpine — британская версия автомобиля Simca 1307, признанного Европейским автомобилем года. Спрос на Cavalier в Великобритании оказался намного выше предложения, в связи с чем General Motors принял решение включить Cavalier с августа 1977 года в линейку выпускаемых автомобилей как в Великобритании, так и в Континентальной Европе.
26 августа 1977 года первый экземпляр Vauxhall Cavalier, собранный на заводе в Лутоне, официально был представлен и испытан при участии директора по производству Vauxhall Эрика Фонтена (англ. Eric Fountain). Далее ассортимент выпускаемых Cavalier расширился за счёт выпуска в Лутоне модели Cavalier с двигателем объёмом 1256 cc и трансмиссией, схожими с моделью Viva 1300, а также вариантами Cavalier с двигателями 1584 и 1979 cc, которые на тот момент преимущественно импортировались из Бельгии, но была запущена подготовка к началу производства последних двух вариантов на заводе в Лутоне. Начало производства Cavalier обеспечило соответствие предложения спросу и подняло цифры продаж настолько, что этот автомобиль попал в список 10 наиболее часто продаваемых автомобилей в Великобритании.
В линейке автомобилей Vauxhall модель Cavalier стала заменой устаревшему на тот момент автомобилю Vauxhall Victor с двигателем 1800 cc, хотя лучшие представители этой модели (VX1800 и VX 2300) выпускались вплоть до 1978 года, пока им на замену не пришёл Vauxhall Carlton.
Запуск Cavalier оказался своевременным. Налоговая система Великобритании предусматривала, что продажи автомобилей для служебных нужд составляли большую по сравнению с другими странами Европы долю рынка, особенно в отношении седанов средней по уровню массы. В 1970 году на замену второму поколению Ford Cortina (Mk II) пришло третье поколение (Mk III), однако в глазах менеджеров, отвечавших за продажу машин для служебных нужд, третье поколение проигрывало второму в вопросе надёжности, особенно в вопросе эффективности сцепления и износа распределительного вала на машинах с двигателями объёмом 1.6 и 2.0 л. Традиционно консервативный рынок оказался особенно благосклонен к Vauxhall Cavalier в качестве противовеса Cortina. В то время компания British Leyland критиковалась за тусклый дизайн и сомнительное качество сборки машин, особенно Morris Marina и Austin Allegro. Cavalier вышел в то же время, что и переднеприводной хетчбэк Chrysler Alpine, признанный в 1976 году лучшим европейским автомобилем года, однако последний не оправдал ожидания на британском рынке и оказался не слишком надёжной и качественной машиной.
Оригинальный Vauxhall Cavalier выпускался в таких вариантах, как 2-дверный седан, 4-дверный седан и 2-дверный купе (как и Opel Manta). Седаны выпускались с рядными 4-цилиндровыми двигателями объёмом 1.7 или 1.9 л Opel с распредвалом, купе выпускался только с двигателем объёмом 1.9 л. Инженерами компании Vauxhall были собраны прототипы Cavalier с двигателем Vauxhall Slant-4 объёмом 2,3 л в расчёте на выпуск высокоэффективных автомобилей, однако руководство GM Europe забраковало этот проект, поэтому лучшим из двигателей на Vauxhall Cavalier был именно двигатель Opel с распредвалом.
В 1978 году была выпущена новая модель с двигателем 2.0 л, а верхнеклапаный двигатель объёмом 1.3 л, взятый у Vauxhall Viva и Vauxhall Chevette, был установлен на прототип Cavalier 1.3. В ассортимент выпускаемых моделей был добавлен трёхдверный хэтчбек, известный также, как «спортивный хэтч» (англ. Sports hatch).
Существовали планы выпустить пятидверный хэтчбек, однако для моделей первого поколения Cavalier не были представлены подобные варианты кузова, хотя к тому моменту хэтчбеки составляли лишь небольшую долю продаваемых семейных автомобилей. Ситуация изменилась только в 1980-е годы.

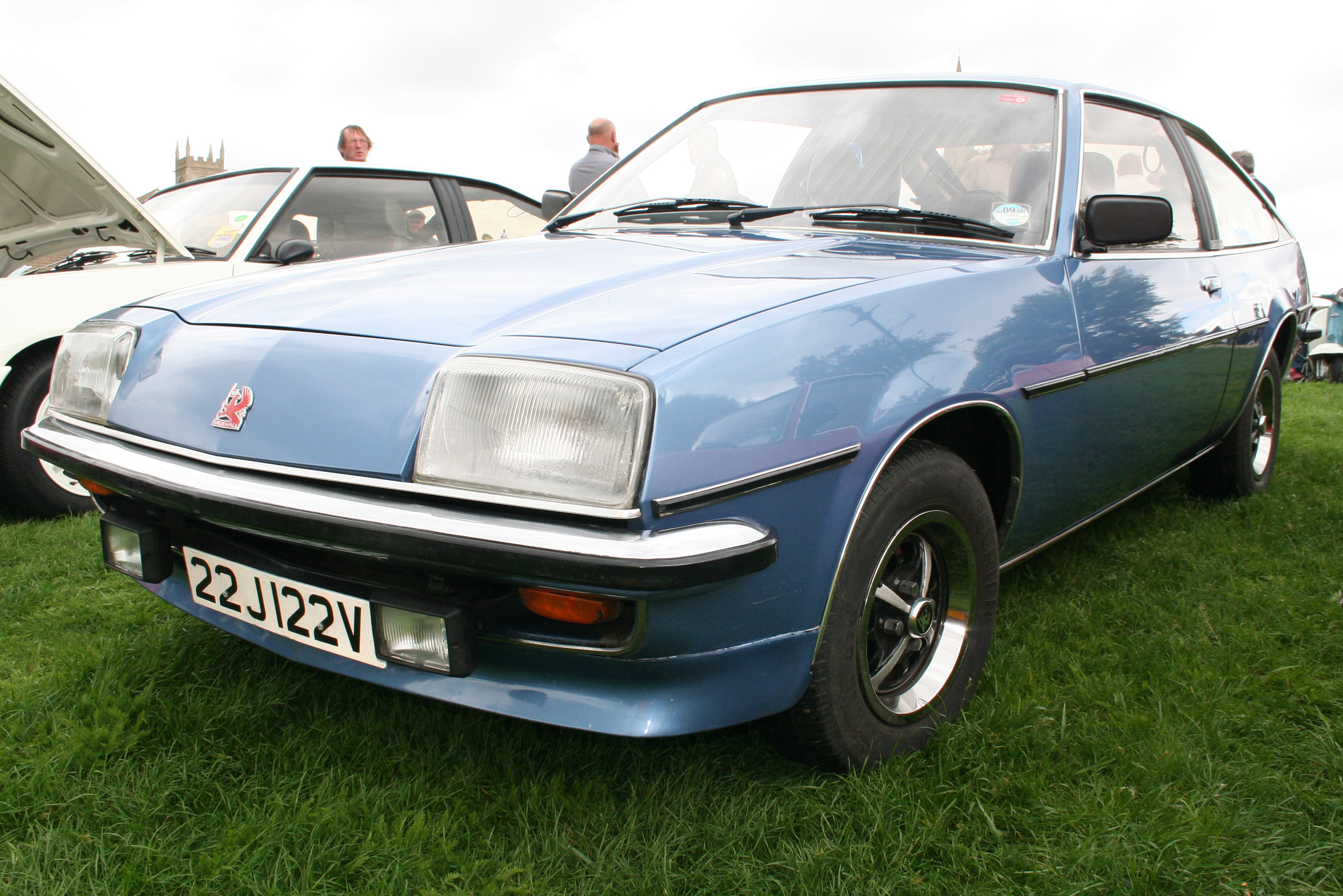
Спортивный хэтч Vauxhall Cavalier, он же Opel Manta B

## Автоспорт

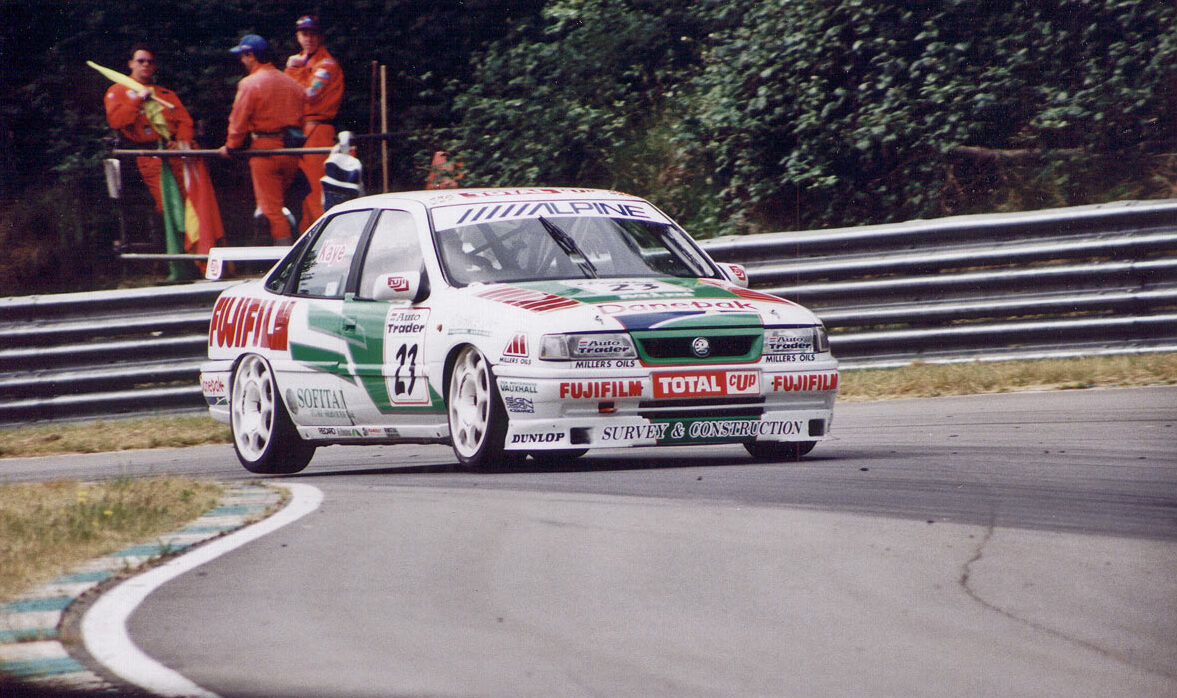
Ричард Кэйе за рулём Vauxhall Cavalier в 1996 году на чемпионате Великобритании

Модели Vauxhall Cavalier выступали в чемпионате Великобритании среди легковых автомобилей в 1990—1995 годах. Хотя этот автомобиль всегда был среди фаворитов и даже выиграл Кубок конструкторов в 1992 году, ему достаточно часто не везло: Джон Клеланд в 1991 и 1992 годах терпел неудачи, управляя этой машиной. В 1991 году он финишировал только на 2-м месте, а в 1992 году — на 3-м месте, причём в 1992 году в финальной гонке его очная борьба со Стивом Сопером обернулась столкновением на трассе.
В 1993 и 1994 годах Клеланд занимал 4-е место в чемпионате, но всё же в 1995 году наконец-то добился победы, выиграв чемпионат Великобритании, а команда Vauxhall Sport выиграла турнир конструкторов. С 1996 года вместо Cavalier выступала модель Vauxhall Vectra, хотя на Cavalier до конца 1997 года выступали отдельные гонщики, например Ричард Кей или Джейми Уолл.